# ГЕС Ла-Гаріта/Вентанас – Ла-Гаріта
ГЕС Ла-Гаріта/Вентанас — Ла-Гаріта — гідроелектростанція у центральній частині Коста-Рики, за два десятки кілометрів на захід від столиці країни Сан-Хосе. Знаходячись перед ГЕС Чукас, становить верхній ступінь каскаду у сточищі річки Тарколес (Гранде-де-Тарколес), яка течі зі столичного району на захід та впадає до затоки Нікоя на тихоокеанському узбережжі країни. Станця Ла-Гаріта стала першою костариканською ГЕС.
Тарколес дренує західну частину міжгірської депресії, відомої як Центральні рівнини та обмеженої з півночі Кордильєрою-Сентраль, а з півдня Кордильєрою-де-Таламанка. Дві її твірні — права Гранде-де-Алахуела та ліва Вірилла — зливаються незадовго перед тим, як Тарколес починає прориватися через Кордильєру-де-Таламанка до моря. Саме тут, на лівому березі Гранде-де-Алахуела за кілометр до злиття витоків, розташований спільний машинний зал станцій Ла-Гаріта та Вентанас — Ла-Гаріта, при цьому ресурс надходить з двох напрямків — північного сходу (де з південного схилу Кордильєри-Сентраль бере початок права твірна) та південного сходу (звідки прямує Вірилла).

## Ла-Гаріта
У 1950-х роках для створення ГЕС Ла-Гаріта річку Гранде-де-Алахуела перекрили гравітаційною бетонною греблею висотою 18 метрів та довжиною 59 метрів, яка потребувала 15 тис. м3 матеріалу. Звідси по лівобережжю проклали дериваційну трасу, що починається тунелем довжиною 0,5 км з діаметром 3,35 метра, котрий подає воду до десандеру (споруди, призначеної для видалення твердих домішок) розмірами 60х10х8 метрів. Очищена вода прямує наступним тунелем довжиною 3,9 км з діаметром 3,25 метра, який на своєму шляху проходить сифоном під річкою Тізате та підхоплює ресурс з водозабору на Алахуела (втім, Гранде-де-Алахуела забезпечує 95 % всього ресурсу для Ла-Гаріта).
Далі на трасі розташований канал довжиною 1,8 км, котрий завершується у створеному на висотах лівобережжя верхньому балансувальному резервуарі з площею поверхні 0,076 км2 та об'ємом 722 тис. м3 (корисний об'єм 400 тис. м3). Для створення цієї штучної водойми звели дамбу висотою 12 метрів та довжиною 340 метрів. Звідси через напірний водовід довжиною 0,5 км зі спадаючим діаметром від 3 до 2,8 метра ресурс подається до машинного залу. Водовід також зв'язаний з запобіжною камерою баштового типу висотою 30 метрів та діаметром 6 метрів.
Основне обладнання Ла-Гаріта становлять дві турбіни типу Френсіс потужністю по 18,7 МВт, які працюють при напорі у 151,5 метра. Відпрацьована ними вода повертається в Гранде-де-Алахуела.
Видача продукції відбувається по ЛЕП, розрахованій на роботу під напругою 138 кВ.

## Вентанас— Ла-Гаріта
Забір води для спорудженої у 1980-х роках другої станції організували на Віриллі за допомогою бетонної гравітаційної греблі висотою 10 метрів та довжиною 54 метри, яка потребувала 10 тис. м3 матеріалу. Ця споруда спрямовує ресурс у прокладений по правобережжю дериваційний тунель довжиною 3,8 км з діаметром 4,2 метра, який на початковій ділянці отримує поповнення з водозабору на річці Чіруела, правій притоці Вірилли. Дещо далі через бічне відгалуження довжиною 0,3 км з діаметром 4 метри відбувається з'єднання з верхнім балансувальним резервуаром San Miguel, котрий має об'єм 659 тис. м3. По завершенні головного тунелю розташований запобіжний балансувальний резервуар шахтно-баштового типу — при діаметрі 12 метрів та висоті 66 метрів частина споруди висотою 38 метрів знаходиться над землею. Безпосередньо до машинного залу ресурс потрапляє через напірний водовід довжиною 1,6 км з діаметром 3,9 метра.
Основне обладнання цієї станції становлять дві турбіни типу Френсіс потужністю по 49,4 МВт, які при напорі у 220 метрів забезпечують виробництво 0,5 млрд кВт-год електроенергії на рік.